# 春休み・夏休みマンガ祭り
『春休みマンガ祭り』（はるやすみマンガまつり）または『夏休みマンガ祭り』（なつやすみマンガまつり）は、1979年から1987年までテレビ朝日系列の『（新）水曜スペシャル』で3月および7月に放送されたアニメーション関連特別番組である。
本項では、1990年3月7日に『水曜スーパーテレビ』で放送された後身『春だ! 映画だ! ドラえもん祭り』に関しても記述する。

## 概要
（1979年版を除き）ドラえもん（声 - 大山のぶ代）を筆頭とした藤子アニメキャラクターが進行役を務め、様々なアニメを紹介する番組。紹介される作品は、「劇場版ドラえもん」を筆頭とした劇場版藤子アニメや、「東映まんがまつり」構成作品（特撮も含む）などといった、公開間近のアニメ映画を始め、継続中や放送間近のテレビ朝日系テレビアニメであり、また過去公開された東映系アニメ映画も紹介する。
またスタジオパートでは、藤子アニメ原作者の藤子不二雄（藤本弘と安孫子素雄）や、声優などのゲストが、子供の観客たちとトークなどを繰り広げるなどの趣向もある。
1987年秋の改編で、平日19:20に報道番組『ニュースシャトルANN』が設置するのを受け、同年9月で『水SP』が廃枠になったため番組は終了したが、1989年4月に『ニュースシャトル』が18:00に移動したのに伴い、『水SP』が『水曜スーパーテレビ』として再登場したため、1年弱後に「劇場版ドラえもん」10周年を記念して再登場、そして翌1991年からは後身の『水曜スーパーキャスト』→『水曜特バン!』で、ドラえもん達がテレビ朝日系アニメのキャラクターと共演する『春一番!日本一のアニメ祭り』に受け継がれる。

## 1979年

### 夏休み特選まんが祭り! 話題作ドカーンと50本大集合!
1979年7月18日に放送。同年4月に『ドラえもん』がスタートしているものの、ドラえもんは一切関わらず、過去公開&放送されたアニメ作品を中心にしている。
紹介作品
- ユニコ
- 宇宙戦艦ヤマト
- くもとちゅうりっぷ
- 鉄腕アトム（第1作）
- クレオパトラ
- ふくすけ（1957年に「おとぎプロ」が製作した短編作）
- ほか[1]

## 1980年

### 春休みマンガ祭り
1980年3月12日に放送。この回からいよいよドラえもんが進行役を務める。またこの回のみ第2部の進行役として、『キャンディ・キャンディ』のキャンディス・ホワイト・アードレー（声 - 松島みのり）が担当した。
紹介作品
- ドラえもん のび太の恐竜
- 世界名作童話 森は生きている
- 西遊記（1960年版）
- わんわん忠臣蔵
- サイボーグ009（1966年劇場版）
- 龍の子太郎
- ほか[2]

### 夏休みマンガ祭り
1980年7月16日に放送。9月に放送される『怪物くん』（アニメ第2作）を取り上げた。
紹介作品
- 怪物くん（アニメ第2作）
- ヤマトよ永遠に
- マリンスノーの伝説
- 白雪姫（ディズニー作品。「東映まんがまつり」で公開）
- 少年猿飛佐助
- 空飛ぶゆうれい船
- サイボーグ009（同上）
- ほか[3]

## 1981年

### 春休み! ドラえもん怪物くんマンガ祭り
1981年3月11日に放送。この回から『怪物くん』（アニメ第2作）の怪物太郎（声 - 野沢雅子）が進行役に加わる。
紹介作品
- ドラえもん のび太の宇宙開拓史
- 怪物くん 怪物ランドへの招待
- 機動戦士ガンダム（劇場版）
- 世界名作童話 白鳥の湖
- ほか

企画
- 「ひみつ道具」人気20

ゲスト
- 藤子不二雄
  - 藤本弘
  - 安孫子素雄
- 大山のぶ代
- 野沢雅子
- アントニオ猪木[4]

### 夏休みマンガ祭り
1981年7月15日と7月22日に放送。シリーズでは唯一の2週連続放送。
紹介作品
- ドラえもん ぼく、桃太郎のなんなのさ
- 21エモン 宇宙へいらっしゃい!
- 機動戦士ガンダムII
- 101匹わんちゃん大行進（「東映まんがまつり」で公開）
- 家なき子
- どうぶつ宝島
- ほか

企画
- ドラえもんワイドショー
- ドラえもん名作集
- 怪物くんオール百科
- 怪物くんクイズ
- 大山のぶ代の料理（料理の得意な大山が、子供観客に料理を作る）[5]

## 1982年

### 春休みマンガ祭り! 新作映画だ大集合!!
1982年3月10日に放送。前年10月から開始した『忍者ハットリくん』のハットリカンゾウ（声 - 堀絢子）が進行役に加わる。なおこの年は夏休みは放送せず、また『怪物くん』は同年9月で終了のため、怪物太郎はこれを以てシリーズから退いた。
紹介作品
- ドラえもん のび太の大魔境
- 怪物くん デーモンの剣
- 機動戦士ガンダムIII めぐりあい宇宙
- 世界名作童話 アラジンと魔法のランプ
- あさりちゃん
- 忍者ハットリくん[6]

## 1983年

### ドラえもんの春休みマンガ祭り!!
1983年3月9日に放送。放送および公開間近の『パーマン』（第2作）からパーマン1号（声 - 三輪勝恵）が進行役に加わった。
紹介作品
- ドラえもん のび太の海底鬼岩城
- 忍者ハットリくん ニンニンふるさと大作戦の巻
- パーマン（第2作）
  - パーマン バードマンがやって来た!!
- クラッシャージョウ
- 幻魔大戦
- まんがイソップ物語[7]

### 夏休みマンガ祭り
1983年7月20日に放送。「夏休みを楽しく過ごすためにはどうすればよいか」がテーマ。
紹介作品
- The・かぼちゃワイン
- 西遊記（1960年版）
- アリババと40匹の盗賊

企画
- パーマンオール百科
- 獅子丸・影千代特集
- テニス特集
- 水泳特集[8]

## 1984年

### 春休みマンガ祭り
1984年3月14日に放送。
紹介作品
- ドラえもん のび太の魔界大冒険
- 忍者ハットリくん+パーマン 超能力ウォーズ
- ほか

企画
- 山田邦子の「ドラえもん絵かき歌」（『オレたちひょうきん族』の「ひょうきん絵かき歌」の当番組バージョン　電子黒板（印刷できるホワイトボード）を使用）
- 藤子アニメソングベストテン　『ザ・ベストテン』形式　進行：おぼん・こぼん＆山田邦子（黒柳徹子役）、スポットライト：堀江美都子「ぼくたち地球人」（1984年4月からのドラえもんEDを初披露）　指揮：羽田健太郎　歌：少年少女合唱団（名称は不詳）
- 藤子不二雄作品の歴史　進行：古舘伊知郎（当時・テレビ朝日アナウンサー）
- 藤子不二雄作品の名シーン　進行：おぼん・こぼん
- 番組に参加した子供達から藤子先生への質問　放送時点でのドラえもんの道具数（約800個）、ドラえもんに性器はあるのか？

出演者
- 伊東四朗（司会）
- 小泉今日子（司会。『魔界大冒険』主題歌「風のマジカル」を歌っていた）
- 藤子不二雄
  - 藤本弘
  - 安孫子素雄[9]

### 夏休みマンガ祭り
1984年7月11日に放送。初めて特撮が取り上げられた（「メタルヒーローシリーズ」は唯一）。この回は後楽園遊園地を舞台に生放送された。
紹介作品
- ドラえもん
- 忍者ハットリくん
- The・かぼちゃワイン
- オヨネコぶーにゃん
- 宇宙刑事シャイダー
- 超電子バイオマン
- 龍の子太郎

企画
- ドラえもん各国版
- アニメベスト20
- バイオマン・シャイダーの共闘（後楽園ゆうえんちでロケ）

出演
- 斉藤ゆう子（現：祐子）（司会）
- おぼん・こぼん（司会）[10]

## 1985年

### 春休みマンガ祭り
1985年3月13日に放送。
紹介作品
- ドラえもん のび太の宇宙小戦争
- 忍者ハットリくん+パーマン 忍者怪獣ジッポウVSミラクル卵
- オバケのQ太郎（第3作）
- プロゴルファー猿（『藤子不二雄ワイド』作品）

出演者
- 武田鉄矢（『宇宙小戦争』主題歌「少年期」を歌っていた）
- 大山のぶ代[11]

### 夏休みマンガ祭り
1985年7月17日に放送。前年に引き続き「スーパー戦隊シリーズ」を放送。ただし、広島ホームテレビでは、プロ野球広島東洋カープ対阪神タイガース戦中継を放送した関係で、同日深夜（日付の上では18日）の午前1時からの放送となった。
紹介作品
- オバケのQ太郎（第3作）
- 銀河鉄道の夜
- 電撃戦隊チェンジマン

企画
- オバQ大百科
- NG特集
- オバQ音頭
- 仮面ライダーおもしろ怪人一挙公開
- チェンジマン対サタン

出演者
- 所ジョージ[13]

## 1986年

### 春だ! アニメだ! 大特集!! なんてったってドラえもん
1986年3月12日に放送。この回から春限定になり、タイトルの内『マンガ』が『アニメ』に変わった。また『水SP』で放送されたのもこれが最後。
紹介作品
- ドラえもん のび太と鉄人兵団
- オバケのQ太郎 とびだせ! バケバケ大作戦
- プロゴルファー猿 スーパーGOLFワールドへの挑戦!!
- 銀牙 -流れ星 銀-
- 宇宙船サジタリウス
- Mr.ペンペン[14]

## 1987年

### 春だ! 今夜はアニメ祭りだ!! とびだせ! ドラえもん
1987年3月11日に放送。唯一の『新・水SP』放送にして2時間番組。そして最後の放送となる。
紹介作品
- ドラえもん のび太と竜の騎士
- プロゴルファー猿 甲賀秘境! 影の忍法ゴルファー参上
- オバケのQ太郎 とびだせ! 1/100作戦
- ウルトラB（『藤子不二雄ワイド』）
- 宇宙船サジタリウス[15]

出演者
- 探検隊の女性タレント2人(岡野ゆかり、太田スセリ)
- 川口浩 （1985年で放送終了した『川口浩探検隊シリーズ』より　スポット参加のみで最後の出演）

## 1990年

### 春だ! 映画だ! ドラえもん祭り
1990年3月7日に放送。3年振りの特番で、「劇場版ドラえもん」10周年を記念して編成。
紹介作品
- ドラえもん のび太とアニマル惑星
- 過去公開された「劇場版ドラえもん」作品
- チンプイ エリさま活動大写真[16]

声の出演
- ドラえもん：大山のぶ代
- 野比のび太：小原乃梨子
- 源静香：野村道子
- ジャイアン（剛田武）：たてかべ和也
- 骨川スネ夫：肝付兼太